# ناحیه سوچو
ناحیه سوچو (کره‌ای: 서초구) یکی از ناحیه‌های شهر سئول پایتخت کره جنوبی است. از سال ۲۰۱۹، ناحیه سوچو با میانگین قیمت فروش ۴۷.۷۵ میلیون وون در هر ۳.۳ متر مربع به عنوان دومین ناحیه ثروتمند در کره جنوبی و در میان گران‌ترین نواحی سئول رتبه‌بندی می‌شود.